# Am I Right?
Singles de Erasure
Love to Hate You
(1991) Breath of Life
(1992)
Clip vidéo
[vidéo] « Am I Right? », sur YouTube
Am I Right? est une chanson du duo britannique Erasure extraite de leur cinquième album studio, intitulé Chorus et sorti (au Royaume-Uni) le 14 octobre 1991.
Le 25 novembre 1991, six semaines après la sortie de l'album, la chanson est sortie en EP au Royaume-Uni.
La chanson débute à la 15e place du classement des ventes de singles britannique dans la semaine du 1 au 7 décembre 1991, ce qui reste sa meilleure position.

## Listes des pistes
EP 7" 33 tours (Mute 134, R.-U.)
A1. Am I Right? (4:19)
A2. Carry On Clangers (Edited) (3:14)
B1. Let It Flow (4:21)
B2. Waiting for Sex (Edited) (3:28)
EP 12" 45 tours et CD (12 Mute 134 et CD Mute 134, R.-U.)
A1. Am I Right? (Dave Bascombe Remix)
A2. Carry On Clangers (Full Length)
B1. Let It Flow (4:21)
B2. Waiting for Sex (Full Length)
EP 12" EP 45 tours d'édition limitée (L12 Mute 134, R-U.)
A1. Am I Right? (The Grid remix)
A2. Love to Hate You (Lfo Modulated Filter mix)
B1. Chorus (Vegan mix)
B2. B3
EP CD" CD-EP d'édition limitée (LCD Mute 134, R-U.)
1. Am I Right? (The Grid remix)
2. Love to Hate You (Lfo Modulated Filter mix)
3. Chorus (Vegan mix)
4. Perfect Stranger (Acoustic)